# Live at the Fillmore (álbum de Testament)
Live at the Fillmore es un álbum en directo de la banda de thrash metal estadounidense Testament, lanzado en 1995. Las primeras catorce canciones fueron grabadas en vivo, y las últimas tres versiones acústicas de canciones previamente lanzadas.

## Lista de canciones
1. "The Preacher"  – 4:20
2. "Alone in the Dark"  – 4:36
3. "Burnt Offerings"  – 5:14
4. "A Dirge"  – 2:03
5. "Eerie Inhabitants"  – 3:50
6. "The New Order"  – 4:31
7. "Low"  – 3:13
8. "Urotsukidoji"  – 3:47
9. "Into the Pit"  – 2:54
10. "Souls of Black"  – 3:39
11. "Practice What You Preach"  – 4:59
12. "Apocalyptic City"  – 5:58
13. "Hail Mary" – 3:45
14. "Dog Faced Gods" – 4:46
15. "Return to Serenity" – 5:55
16. "The Legacy" – 5:16
17. "Trail of Tears" – 6:16

## Créditos
- Chuck Billy: Vocales
- Eric Peterson: Guitarra rítmica/principal/acústica
- James Murphy: Guitarra principal/rítmica/acústica
- Greg Christian: Bajo
- Jon Dette: Batería
- Star Nayea: Vocales femeninas de fondo [Pistas 15 y 17]

- Datos: Q527397